# Daniel Sangouma
Daniel Sangouma, född den 7 februari 1965 i Saint-Denis, Réunion, är en fransk före detta friidrottare som tävlade i kortdistanslöpning.
Sangoumas främsta meriter har kommit med det franska stafettlaget på 4 x 100 meter. Han var med i laget som blev bronsmedaljörer vid Olympiska sommarspelen 1988. Vidare blev han silvermedaljör vid VM 1991. Dessutom har han två gånger vunnit EM-guld, både 1990 och 1994. 
Individuellt är den främsta meriten silvret på 100 meter vid EM 1990 i Split.

## Personliga rekord
- 100 meter - 10,02 från 1990
- 200 meter - 20,20 från 1991